# Augustus Hall
Augustus Hall (* 29. April 1814 in Batavia, Genesee County, New York; † 1. Februar 1861 in Bellevue, Nebraska) war ein US-amerikanischer Politiker. Zwischen 1855 und 1857 vertrat er den Bundesstaat Iowa im US-Repräsentantenhaus.

## Werdegang
Augustus Hall besuchte die öffentlichen Schulen seiner Heimat. Nach einem anschließenden Jurastudium und seiner im Jahr 1836 erfolgten Zulassung als Rechtsanwalt begann er in Mount Vernon (Ohio) in seinem neuen Beruf zu praktizieren. Im Jahr 1839 wurde Hall stellvertretender US Marshal; von 1840 bis 1842 war er Bezirksstaatsanwalt im Union County in Ohio. Politisch war er Mitglied der Demokratischen Partei. Im Jahr 1844 zog er nach Keosauqua in Iowa.
Bei den Kongresswahlen des Jahres 1854 wurde Hall im ersten Wahlbezirk von Iowa in das US-Repräsentantenhaus in Washington, D.C. gewählt, wo er am 4. März 1855 die Nachfolge von Bernhart Henn antrat. Da er bereits bei den nächsten Wahlen im Jahr 1856 dem Republikaner Samuel Curtis unterlag, konnte er bis zum 3. März 1857 nur eine Legislaturperiode im Kongress absolvieren, die von den Spannungen im Vorfeld des Bürgerkrieges überschattet war.
Im Jahr 1858 wurde Hall von US-Präsident James Buchanan zum vorsitzenden Richter (Chief Justice) am Obersten Gericht im Nebraska-Territorium berufen. Dieses Amt bekleidete er bis zu seinem Tod am 1. Februar 1861 in Bellevue.
Nach ihm ist Hall County in Nebraska benannt.